# Защита от радиация
Радиационната защита се определя от Международната агенция за атомна енергия (МААЕ) като „Защитата на хората от вредните ефекти от излагането на йонизираща радиация и средствата за постигане на [такава защита]“. Дефиницията на МААЕ също така гласи: „Възприетото разбиране на термина радиационна защита е ограничено до защита на хората. Предложенията за разширяване на дефиницията, така че да включва защитата на нечовешки видове или опазването на околната среда, са спорни“. Излагането може да бъде от източник на радиация, външен за човешкото тяло, или поради вътрешно облъчване, причинено от поглъщане на радиоактивно замърсяване .
Йонизиращата радиация се използва широко в промишлеността и медицината и може да представлява значителна опасност за здравето, причинявайки микроскопични увреждания на живата тъкан. Има две основни категории ефекти на йонизиращото лъчение върху здравето. При високо облъчване радиацията може да предизвика „тъканни“ ефекти, известни като „детерминирани“ и условно обозначавани с единицата грей, които водят до остра лъчева болест. При ниско облъчване има статистически повишен риск от рак, предизвикан от радиация, известен като "стохастични ефекти" (условно обозначавани с единицата сиверт).
Ключово за радиационната защита е избягването или намаляването на количеството облъчване, като се използват простите защитни мерки време, разстояние и покриване. Продължителността на излагането трябва да бъде ограничена до необходимата, разстоянието от източника на радиация да бъде увеличено максимално, а източникът да е покрит, когато е възможно. За измерване на индивидуалното количество поета радиация при професионално или аварийно облъчване се използват лични дозиметри за външна радиация, а при вътрешо облъчване поради поглъщане на радиоактивно замърсяване се прилагат техники за биоанализ.
За целите на радиационната защита и дозиметрична оценка Международната комисия по радиационна защита (МКРЗ) и Международната комисия по радиационни единици и измервания (МКРЕИ) публикуват препоръки и данни, които се използват за изчисляване на биологичните ефекти върху човешкото тяло на определени нива на радиация и по този начин какви са приемливите граници на поемане на дозата.
МКРЗ препоръчва, разработва и поддържа Международната система за радиационна защита въз основа на оценката на големия брой научни изследвания, които да изравнят риска с нивата на полученото количество облъчване. Здравните цели на системата са „да управлява и контролира излагането на йонизираща радиация, така че да се предотвратят детерминираните ефекти, а рисковете от стохастични ефекти да се намалят до разумно постижима степен“.
Препоръките на МКРЗ се отправят към националните и регионалните регулатори, които имат възможност да ги включат в собствената си нормативна уредба. В повечето страни национален регулаторен орган работи за осигуряване на сигурна радиационна среда в обществото, като определя изисквания за ограничаване на дозата, които обикновено се основават на препоръките на МКРЗ.

## Ситуации на излагане на радиация
МКРЗ разпознава планирани, аварийни и съществуващи ситуации на излагане на радиационно облъчане, както следва:
- Планирано излагане - дефинирано като ситуация, „... в която радиационната защита може да бъде планирана предварително преди да настъпи облъчване и при която мащабът и степента на облъчване могат да бъдат разумно прогнозирани“.[3] Такива са например случаите на професионално излагане, когато е необходимо персоналът да работи в среда с известна радиация.
- Аварийно излагане - дефинирано като „... неочаквани ситуации, които могат да изискват спешни защитни действия“.[4] Това би било внезапно ядрено събитие.
- Съществуваща експозиция - дефинирана като ситуация „... която вече съществува, когато трябва да се вземе решение за овладяване“.[5] Тези ситуации могат да възникнат в резултат на естествено срещащи се в прирората радиоактивни материали.

## Регулиране на приема на радиация
МКРЗ използва следните общи принципи за всички контролирани ситуации на радиацонно облъчване:
- Обоснованост: Да не се допуска ненужно излагане на радиация, т.е. предимствата трябва да надвишават недостатъците.
- Ограничение: Всеки индивид трябва да бъде защитен от твърде големи рискове чрез прилагане на индивидуални ограничения на приема на радиация.
- Оптимизация: Прилага се в ситуации, в които излагането на радиация се счита за оправдано и „вероятността от въдникване на радиационно излъчване, броят на хората, изложени на такова излъчване и индивидуалният прием на всеки от тях“ трябва да се поддържат възможно най-ниски.